# 布罗谢尔
布罗谢尔是巴西南大河州的一个市镇。总面积109.695平方公里，总人口4701人，人口密度42.9人/平方公里。